# RATP-Baureihe MA

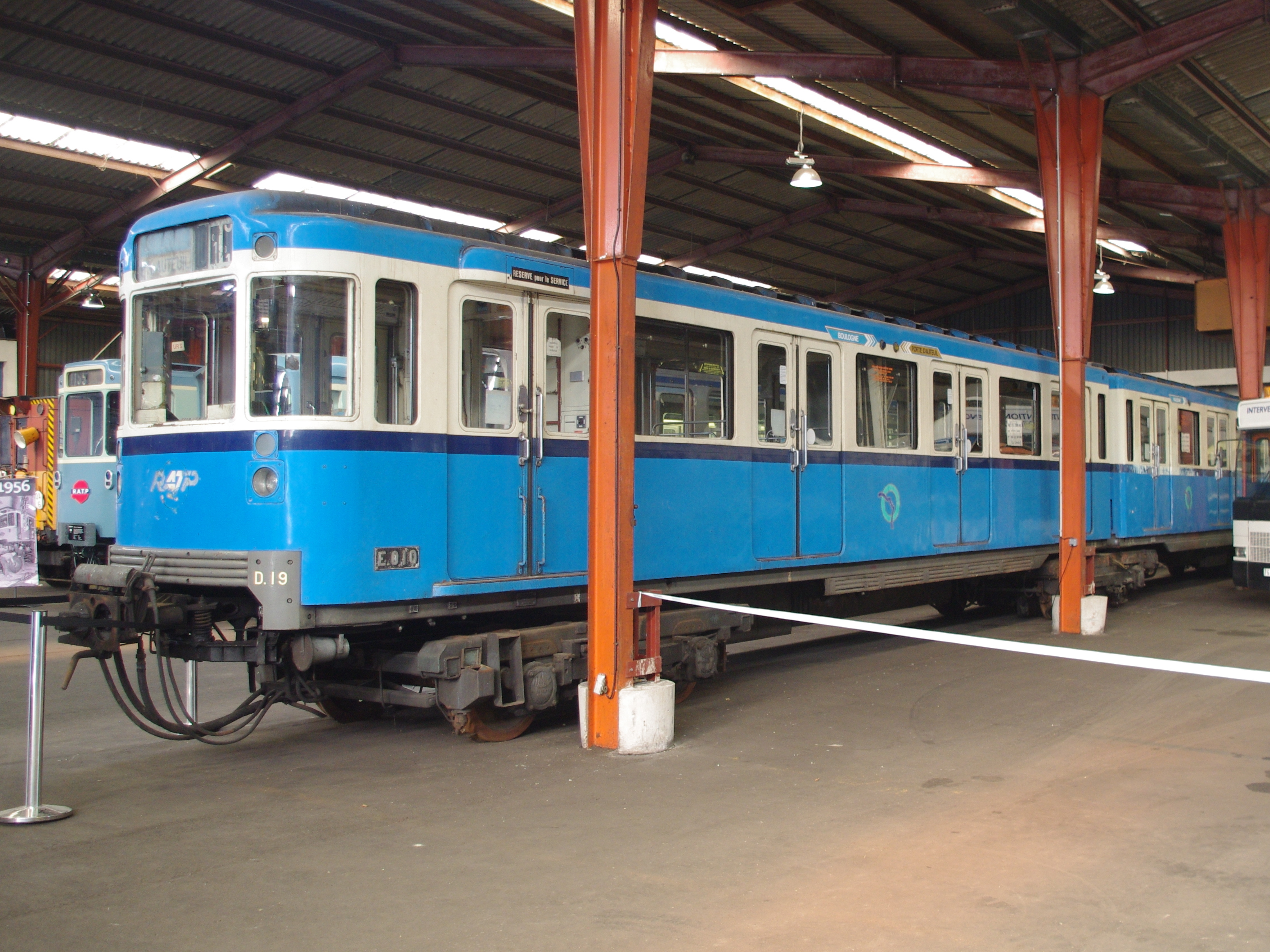
Erhaltener Zug E 010 der Baureihe MA

Die Baureihe MA (auch: MA 51) ist ein Fahrzeugtyp der Métro Paris. Das Pariser Nahverkehrsunternehmen RATP stellte die MA als erste Neubaufahrzeuge nach dem Zweiten Weltkrieg 1951 in Dienst. „MA“ bedeutet Matériel articulé (Gelenkmaterial), die bei den Fahrzeugbaureihen der Pariser Métro meistens folgende Zahl bezeichnet das Jahr der Erstbestellung oder ersten Indienststellung. Im Fall der Baureihe MA wird häufig darauf verzichtet, da es keine Nachfolgebaureihen der Bauart MA mehr gab.

## Geschichte
Die 1948 als einzige bei der Métro Paris vorhandene Baureihe Sprague-Thomson reichte für das gestiegene Verkehrsaufkommen der Nachkriegszeit nicht mehr aus. Zudem stammten die ältesten Wagen aus dem Jahr 1905 und waren somit über vierzig Jahre alt. Die Administration Provisoire des Transports Parisiens (APTP) erarbeitete daher seit 1945 ein Konzept für neue Züge. Sie sollten aus 36 Meter langen Einheiten aus drei Wagen bestehen, zwei Einheiten sollten leicht zu einem 72 Meter langen Zug kuppelbar sein, der sich ebenso schnell wieder trennen ließ. Um Gewicht zu sparen, entschied man sich für achtachsige Züge, die mittig auf zwei Jakobs-Drehgestellen ruhten. Nachteil dieser, bereits seit 1936 erwogenen Bauweise war, dass die drei Wagenkästen untereinander nicht zu trennen waren.

## Beschreibung
Die aus drei Wagen bestehenden Einheiten sind 36,62 Meter lang, die je 13,31 Meter langen Endwagen weisen pro Seite vier 1,00 Meter breite Türen in gleichen Abständen auf. Der 10,00 Meter lange Zwischenwagen besitzt nur drei Türen von gleicher Breite und identischen Abständen. Die beiden inneren Drehgestelle sind mit je zwei 94-PS-Motoren ausgestattete Triebdrehgestelle, die beiden äußeren antriebslose Laufdrehgestelle. Jeweils zwei Motoren sind zu einer Gruppe zusammengefasst, die mit dem Steuerungssystem Jeumont-Heidmann (Kennzeichen: von einem Servomotor angetriebenes Nockenschaltwerk) gesteuert wird. Die Druckluftbremsen der Bauart Westinghouse sind beim Bremsen und Lösen regulierbar, letzteres stellte eine Neuerung im Pariser Netz dar. Ein quecksilbergesteuertes Antiblockiersystem (das in einem Rohr befindliche Quecksilber steigt beim Blockieren der Bremsen und löst einen elektrischen Kontakt aus) und Scharfenbergkupplungen an beiden Enden des Drei-Wagen-Zugs waren weitere Neuerungen.
Farblich wichen die neuen Züge mit ihrer blau-hellblauen Livrée stark von den Sprague-Thomson-Wagen ab, die im mittleren Wagen befindlichen Abschnitte der ersten Klasse waren zunächst in Cremeweiß gehalten. Mitte der 1970er Jahre wurden die Züge unterhalb des Fensterbands einheitlich durchgehend in einem dunkleren Blau lackiert, mit einem dunkelblauen Streifen am oberen Rand. Über den Fenstern markierte fortan ein gelbes Band die Abteile der zweiten, ein blaues das der, nun in einem Endwagen untergebrachten, ersten Klasse. Diese Farbgebung blieb bis zur Ausmusterung der Fahrzeuge erhalten.
Die Innenbeleuchtung der Wagen erfolgte erstmals mit Leuchtröhren, die mit Leder bezogenen Polstersitze beider Klassen ähnelten denen der ersten Klasse der Altbauzüge. Nicht benutzte Führerstände konnten dank einer beweglichen Zwischenwand dem Fahrgastraum zugeschlagen werden.

## Erwerb und Einsatz
Ausschlaggebend für die im Dezember 1948 erfolgte Bestellung war die anstehende Verlängerung eines Streckenasts der Linie 13 (ehemalige Linie B der Nord-Sud) von Porte de Saint-Ouen nach Carrefour Pleyel. Gebaut wurden die vierzig dreiteiligen Fahrzeuge E 001 bis E 040 („E“ steht für élément) bei Brissonneau et Lotz.
Das erste Fahrzeug wurde im September 1951 an den an der Linie 12 gelegenen Betriebshof Vaugirard ausgeliefert. Die übrigen Züge kamen nach und nach, zwischen Februar 1952 und Mai 1953, auf der Linie 13 zum Einsatz. Tagsüber verkehrten zwei miteinander gekuppelte Einheiten auf der Y-förmigen Strecke,  das Schwächen von Zügen (Trennen von zwei Drei-Wagen-Einheiten) wurde nur zaghaft am Abend und an Sonntagen durchgeführt. Häufig auftretende Probleme mit den elektrischen Verbindungen führten zum endgültigen Ausbau der Scharfenbergkupplungen im Jahr 1972.
Die MA verkehrten zunächst ausschließlich auf der Linie 13, ehe diese mit der ehemaligen Linie 14 vereinigt und mit
MF-67-Zügen ausgestattet wurde. Zwischen Frühjahr 1975 und Juni 1976 wurde die Baureihe MA auf die Linie 10 umgesetzt, wo sie nur noch als Sechs-Wagen-Züge verkehrte und bis zu ihrer schrittweisen Ausmusterung ab 1988 verblieb. In diesem Zusammenhang wurden die Fahrzeuge, der Baureihe MF 67 entsprechend, umlackiert und erhielten unter anderem veränderte Türschließeinrichtungen.

## Abstellung und Ausmusterung
Bereits Anfang der 1950er Jahre zeichnete sich eine Präferenz der RATP zugunsten luftbereifter Züge ab. Mit dem MP 51 verkehrte ab August 1951 ein entsprechender Prototyp auf der Voie navette zwischen den Stationen Porte des Lilas und Pré-Saint-Gervais. 1956 trafen, zunächst für die Linie 11, die ersten Serienfahrzeuge der luftbereiften Baureihe MP 55 ein. Da die RATP davon ausging, bis zur Jahrtausendwende alle Linien auf das neue System umgestellt zu haben, wurde auf eine Weiterbestellung von auf Stahlrädern laufenden Fahrzeugen zunächst verzichtet. Erst mit der Baureihe MF 67 kam ab 1968 wieder derartiges Neumaterial auf die Gleise.
1988 verschwanden die ersten Züge der Baureihe MA von der Strecke. Der letzte reguläre Einsatztag eines MA-Zugs war der 15. Juni 1994. Bis auf zwei Einheiten wurden alle Züge dieser Baureihe ausgemustert und weitgehend verschrottet.

## Verbleib
Die RATP hat die Einheit E 010 der Baureihe MA erhalten, eine weitere (E 023) befindet sich bei der Association d’Exploitation du Matériel Sprague (ADEMAS).